# Pseudodaphnella philippinensis
Pseudodaphnella philippinensis é uma espécie de gastrópode do gênero Pseudodaphnella, pertencente a família Raphitomidae.